# Klemen Ferlin
Klemen Ferlin (Liubliana, 26 de junio de 1989) es un jugador de balonmano esloveno que juega de portero en el Industria Kielce. Es internacional con la selección de balonmano de Eslovenia.
Su primer gran campeonato con la selección fue el Campeonato Europeo de Balonmano Masculino de 2020.

## Palmarés

### Celje
- Liga de balonmano de Eslovenia (1): 2019

## Clubes
- RK Trimo Trebnje (2006-2014)
- Gorenje Velenje (2014-2018)
- RK Celje (2018-2020)
- HC Erlangen (2020-2024)[3]
- Industria Kielce (2024- )